# 歌神駅

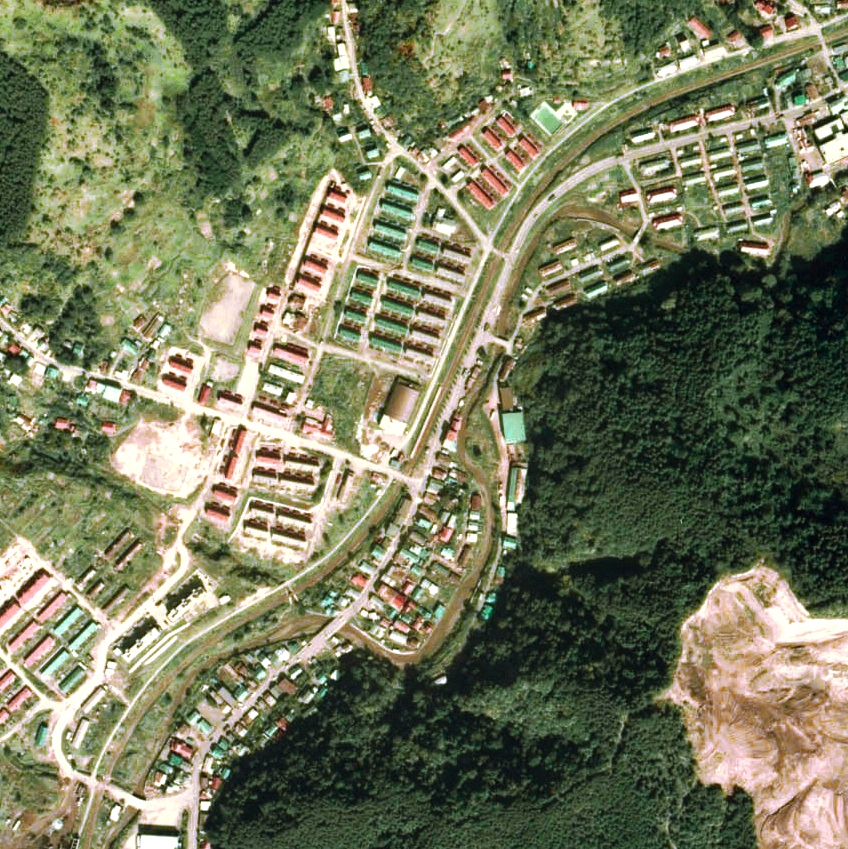
1976年の歌神駅と周囲500m範囲。左下が砂川方面。

歌神駅（かしんえき）は、かつて北海道（空知管内）歌志内市字歌神に設置されていた、北海道旅客鉄道（JR北海道）歌志内線の駅（廃駅）である。電報略号はウミ。事務管理コードは▲131604。

## 歴史

### 年表
- 1959年（昭和34年）12月6日：神威駅 - 歌志内駅間に、仮乗降場として開設？[3]。
- 1960年（昭和35年）12月26日：民間委託駅として[3]正式開業[1]。旅客駅[1]。
- 1979年（昭和54年）11月：駅舎改築[3]。
- 1986年（昭和61年）11月：乗車券の発売を取りやめ、無人駅化。
- 1987年（昭和62年）4月1日：国鉄分割民営化により、JR北海道に継承[1]。
- 1988年（昭和63年）4月25日：歌志内線の廃線（全線廃止）に伴い、廃駅となる[1]。

### 駅名の由来
地区名より。1903年（明治36年）4月に歌神炭礦がこの地に開坑したことが始まりで、歌志内と神威の中間にあることにより名付けられた。

## 駅構造
廃止時点では、単式ホーム1面1線を有する無人駅であった。当初は踏切側に2階建ての駅舎を有していたが、後に片流れ屋根の平屋の駅舎を踏切から少し奥まった位置に建て直している。近隣の商店に乗車券の販売を委託した簡易委託駅であった。

## 周辺施設
- 北海道道114号赤平奈井江線
- かもい岳国際スキー場
- 北海道中央バス「歌神」停留所

## 駅跡
駅跡には2021年（令和3年）7月に歌志内市地域おこし協力隊員の提案により、当時のデザインを再現した駅名標が設置されている。2021年から2022年にかけて旧歌志内線のうち歌志内市にあった5駅に駅名標レプリカを駅跡地に設置する事業が進められ各駅に設置された（歌神駅には2021年度に設置）。

## 隣の駅
北海道旅客鉄道（JR北海道）
歌志内線
神威駅 - 歌神駅 - 歌志内駅